# Рудерсберг
Рудерсберг (нім. Rudersberg) — громада в Німеччині, знаходиться в землі Баден-Вюртемберг. Підпорядковується адміністративному округу Штутгарт. Входить до складу району Ремс-Мур.
Площа — 39,37 км2. Населення становить 11 304 ос. (станом на 31 грудня 2020).